# مونتورفانو
مونتورفانو (به ایتالیایی: Montorfano ) به معنی "تپه ی یتیم" یک کومونه در ایتالیا است که در استان کومو، لمباردی واقع شده‌است.

## خصوصیات
مونتورفانو ۳٫۵۳ کیلومترمربع مساحت و ۲٬۴۸۹ نفر جمعیت دارد و ۴۱۴ متر بالاتر از سطح دریا واقع شده‌است.